# Svartnäbbad vireo
Svartnäbbad vireo (Cyclarhis nigrirostris) är en fågel i familjen vireor.

## Utbredning och taxonomi

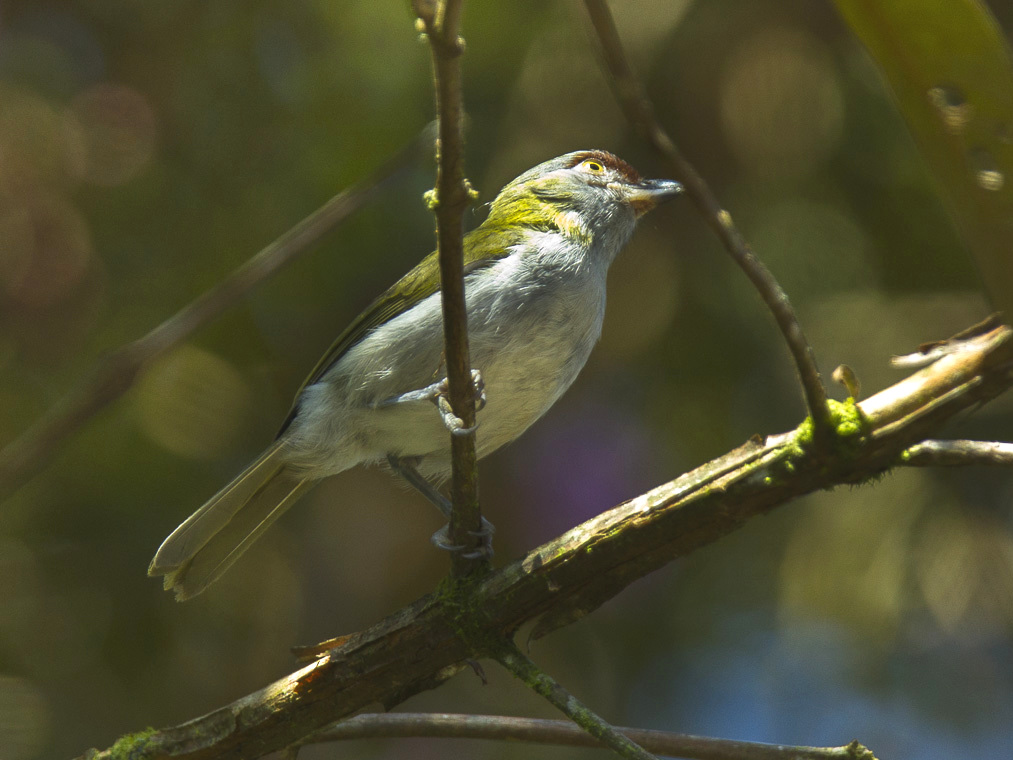

Svartnäbbad vireo utgör tillsammans med rostbrynad vireo släktet Cyclarhis, som är en del av familjen Vireonidae.
Den är en stannfågel som förekommer i Anderna i Colombia och Ecuador och den delas upp i två underarter:
- C. n. nigrirostris – nominatformen förekommer väster om Cordillera Oriental i Colombia, och i nordöstra Ecuador norr om floden Napo.
- C. n. atrirostris (P. L. Sclater, 1887) – förekommer i Nariño i sydvästra Colombia och i västra Ecuador.

## Utseende och läte
Fågeln är olivgrön på ovansidan och gul och vit på undersidan. Längden är runt 15 centimeter. Näbben är hög och med en krok på spetsen.
Sången är ett mjukt, ofta upprepat kvittrande.

## Ekologi

### Biotop
Dess naturliga livsmiljöer är subtropiska eller tropiska fuktiga bergsområden och kraftigt förfallna skogar. Fågeln har synts till på höjder upp till 2 400 meter.

### Föda
Den svartnäbbade vireon äter stora insekter och vissa frukter, som den tar medan den flyger runt i lövverket.

## Hot och status
På grund av dess stora utbredningsområde, som uppskattas till 84 000 km², så uppfyller den inte utbredningskriteriet för sårbar. Populationstrenden är okänd, men tros inte vara tillräckligt snabbt sjunkande för att uppnå tröskelvärdet för IUCN:s populationstrendskriterium sårbar (mer än 30% nedgång över tio år eller tre generationer). Populationsstorleken är okänd, men tros inte heller uppnå tröskelvärdet för sårbar trots att den beskrivs som ovanlig i delar av sitt utbredningsområde. Av dessa anledningar kategoriserar IUCN arten som livskraftig (LC).